# Phronia triloba
Phronia triloba är en tvåvingeart som beskrevs av Wu och Yang 1998. Phronia triloba ingår i släktet Phronia och familjen svampmyggor. Inga underarter finns listade i Catalogue of Life.